# Adolphe Martial Potémont
Pour les articles homonymes, voir Martial.
Adolphe Théodore Jules Martial Potémont dit A.-P. Martial, né le 10 février 1827 à Paris où il est mort le 14 octobre 1883, est un peintre et graveur français spécialisé dans la technique de l'eau-forte.

## Biographie
Adolphe Martial Potémont est né le 10 février 1827 à Paris.
Il séjourne de 1847 à 1857 à La Réunion, où il signe plusieurs de ses œuvres.
De retour en France métropolitaine, il devient l'élève de Léon Cogniet et de Félix Brissot de Warville et grave des eaux-fortes de l'ancien Paris pour le compte d'Alfred Cadart dès 1862, puis représente l'Exposition universelle de 1867 organisée dans la capitale.
Il vit au 60 de la rue Saint-Georges.
Il publie en 1872 un traité sur l'eau-forte où Théophile Thoré-Burger rappelle tout d'abord les a-priori de l'époque contre l'eau-forte, que Théophile Gautier défend cependant chaleureusement dans une seconde préface: "Sur son terrible vernis, tout trait porte et doit être significatif. Parfois ce trait bavoche et crache comme une plume sur un papier grenu. Tant pis! A l'eau-forte, une égratignure, un coup dévié valent mieux qu'un reprise. Comme toutes les belles choses, l'eau-forte est à la fois très-simple et très-difficile; mais ce qui fait son mérite, c'est qu'elle ne peut mentir. Elle a l'authenticité d'un paraphe, car le talent de celui qui la pratique se signe dans chaque taille."
Il produit huit gravures pour L'Eau forte en... (1874-1881), album publié chez Cadart.
Paul Montarlot a été son élève et il a inspiré le graveur autodidacte Alfred Taiée.
Il meurt à Paris le 14 octobre 1883 et est inhumé au cimetière des Batignolles dans le 2e arrondissement de Paris, mais sa tombe est reprise en 2006[réf. nécessaire].

## Œuvres
Il grave à l'eau-forte.

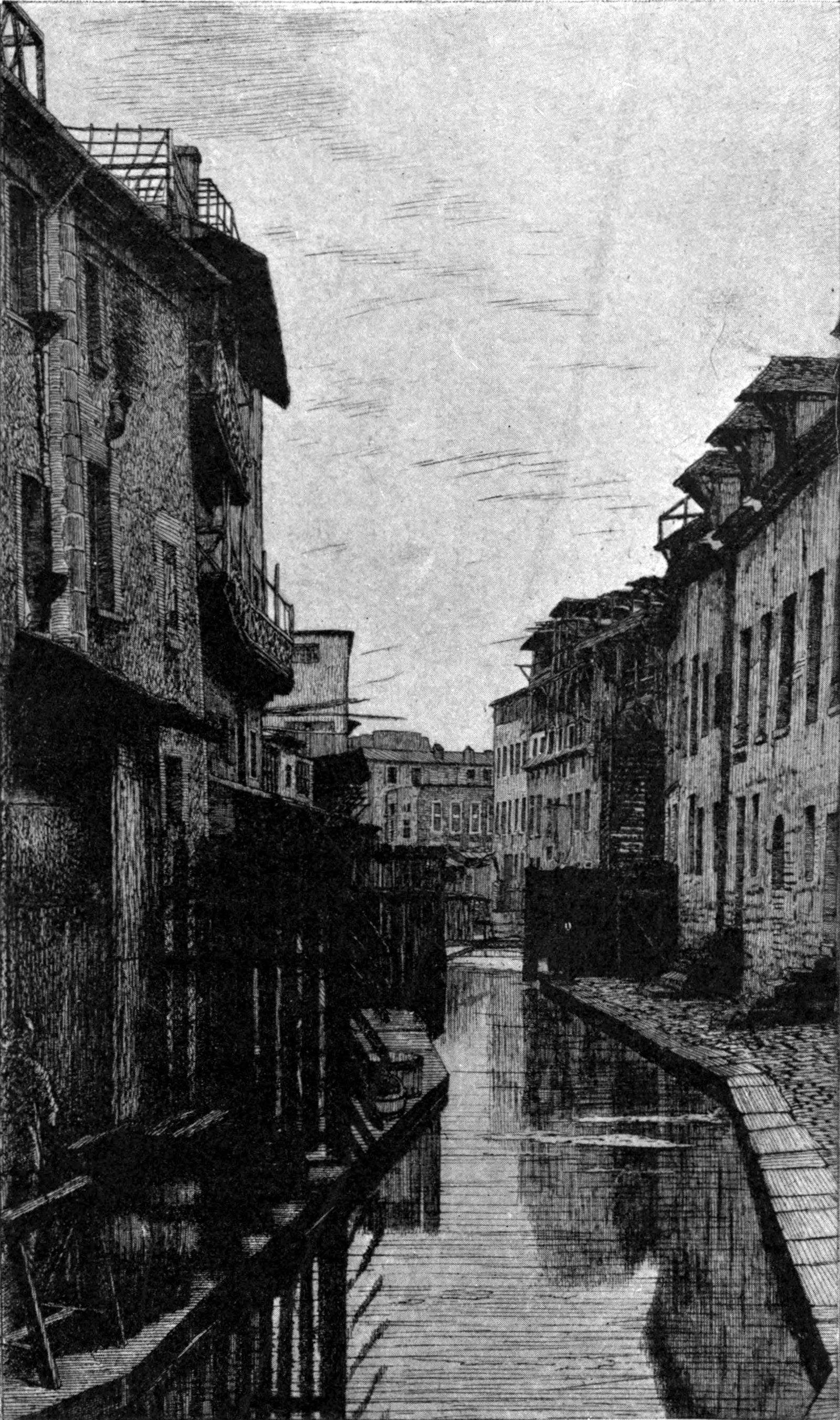
Les tanneries sur la Bièvre

Il s'est intéressé au vieux Paris dont il a gravé « d'une pointe spirituelle » près de trois cents vues.
Il est connu pour ses 57 planches sur les Contes de Jean de La Fontaine, gravées d'après des dessins de Jean-Honoré Fragonard.
Il œuvre également comme paysagiste et peintre de scènes de genre, dont certains ont été exposés aux Salons des années 1840 à 1860.
Sélection d'œuvres
- La Cour de ferme
- Au bois de Meudon
- Les Laveuses
- Le marché aux légumes
- Retour des parcs à huîtres
- Siège de la Société des aquafortistes au 79 rue de Richelieu (1865)

## Prix
Médaille de gravure en 1869.
Il obtient la médaille de deuxième classe en 1876.

## Rétrospectives
En 2008-2009, dans le cadre de l'exposition Louis Antoine Roussin, au Musée Léon-Dierx (Saint-Denis-de-la-Réunion).

## Collections publiques

### Bibliothèque nationale de France
Oeuvre gravé (348 pièces) et publications diverses, pour un total de plus de 700 documents, dont 695 ont été numérisés et sont disponibles sur Gallica (liste)

### Musée Carnavalet

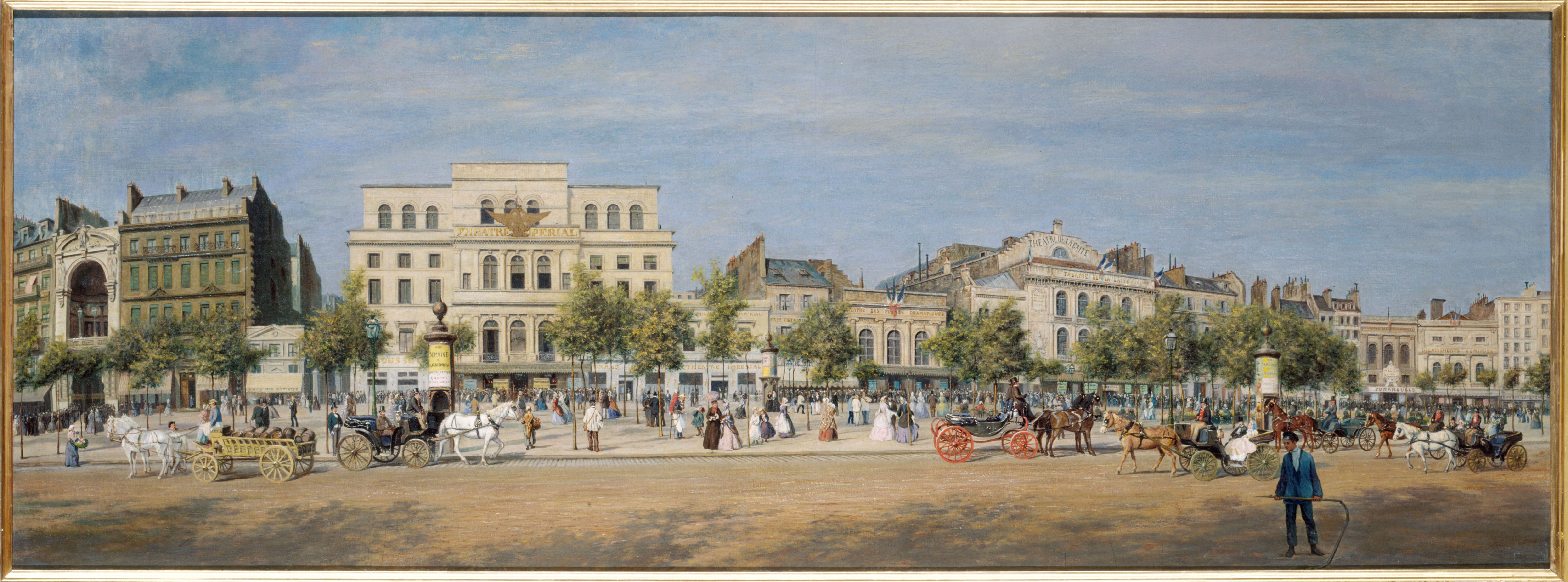
Le boulevard du Temple (1862, Musée Carnavalet)

- Vue générale de la ville de paris.
- Vue générale des théâtres du boulevard du Temple, avant le percement du boulevard du Prince-Eugène (actuel boulevard Voltaire), en 1862, (actuel 11e arrondissement), Paris[12].
- Le pont Neuf et la Cité, dessin, 1851[13].

### Musée du Quai Branly
- Marécage à Madagascar, aquarelle, 1854[14].

### Château de Compiègne
- Femmes au jardin, huile sur bois[15].

### ENSBA
- Vues du vieux Paris[16],[17].

## Regard critique

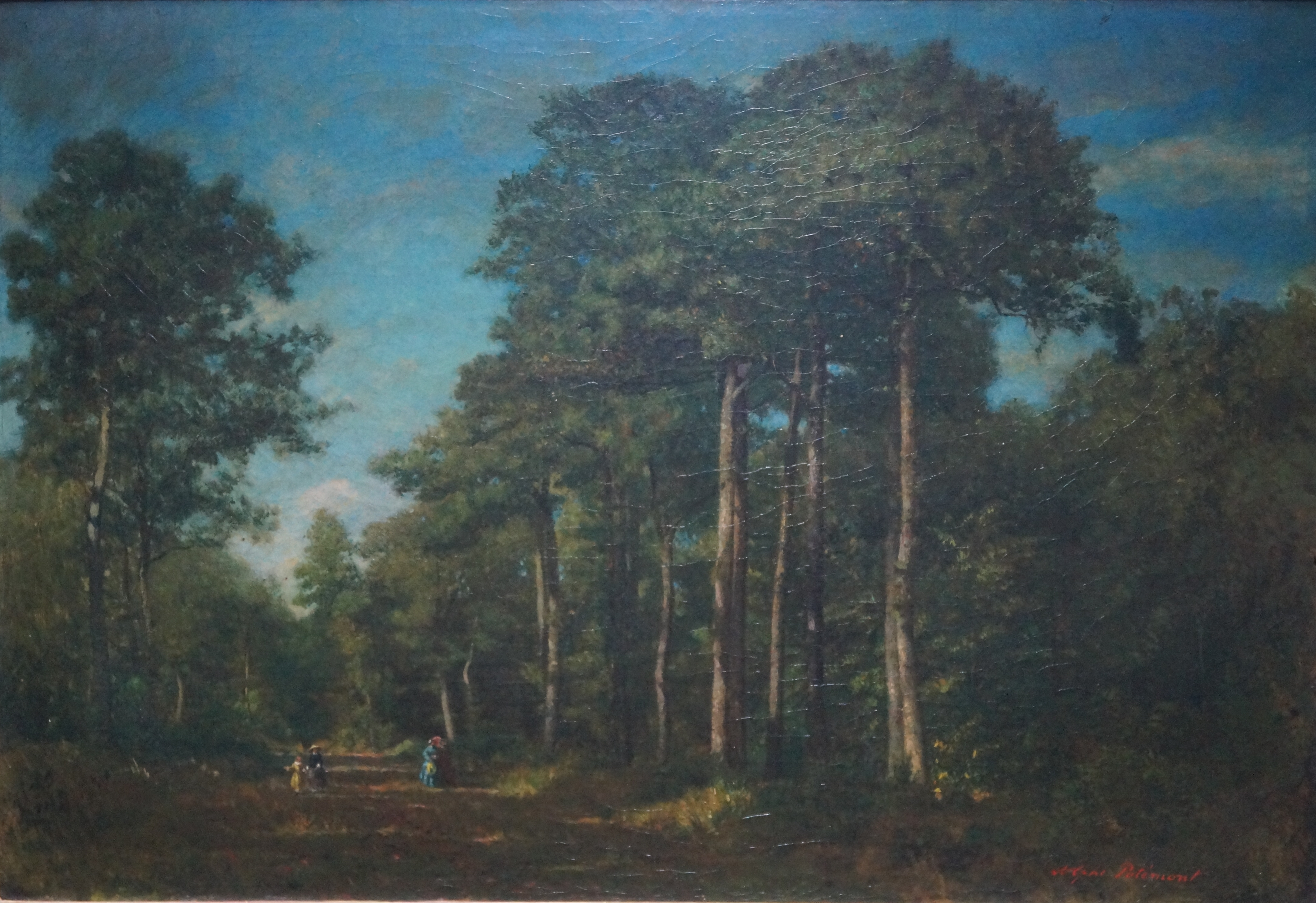
Environs de Paris, le bois de Meudon par Adolphe Potemont

Sur les Souvenirs de l'île Bourbon

« Potémont collabore à l’édition des Souvenirs de l’île Bourbon, devenu Souvenirs de l’île de La Réunion en 1848. Il semble que ces deux artistes [Roussin et Potémont] aient ressenti la nécessité de fixer les images d’un monde à la veille de l’abolition de l’esclavage. Les lithographies de Potémont sont particulièrement réussies. L’artiste sait travailler toutes les nuances de noir, modelant les personnages mais surtout composant des paysages d’une remarquable qualité graphique. Il réalise une exceptionnelle série qui se rattache aux événements de 1848 dans la colonie et porte un regard extrêmement critique sur la société qui l’entoure. Les nouveaux Blancs apporte une contribution essentielle sur les réactions de la société coloniale. »

Sur l'album Le Soir

« En 1848, il [Potémont] publie un album intitulé Le Soir, dont les dix planches offrent un remarquable aperçu de la vie insulaire au milieu du XIXe siècle. Il semble que cet ensemble soit complété par cinq portraits des types ethniques présents dans l’île à la même époque. »

Autres ouvrages

« En 1852 Potémont publie chez Roussin un recueil de dix-huit planches sur La Réunion, l’île de France et Madagascar, avant d’éditer un album de douze vues intitulé Images comparatives, où il se plaît à comparer avec humour la vie dans les deux colonies. La renommée de cet artiste dans l’île a été éclipsée par celle de Roussin. Ce dernier s’attribue la paternité de toutes les compositions de Potémont après son départ,. »

Sur sa participation au salon de 1857

« Sous le titre un peu précieux de la Littérature au bois de Meudon, M. Potémont a réuni une série de quatorze miniatures à l'huile , fines comme des agates arborisées, très-bien observées pour la plupart, justes de mouvement et d'un paysage agréable. »

« Curiosités pures, les quatorze tableaux intitulés, en bloc, la Littérature au bois de Meudon, par M. POTÉMONT, et un Estaminet en 1857, par M. Chavet (i. e. Victor Chavet ?). C'est à qui des deux peindra non pas le mieux, mais en plus petit; des hommes mouches, des enfants puces, des miniaturettes qu'on ne peut faire ou regarder qu'à la loupe. Moi, j'aimerais autant que personne ne s'abîmât les yeux à ça, à commencer par les auteurs. »

## Publications
- Antoine Louis Roussin, Souvenirs de l'île Bourbon puis Souvenirs de l'île de la Réunion, recueil de lithographies, 1847-1850. Autre auteur : Adolphe Martial Potémont.
- Adolphe Martial Potémont, Ancien Paris, 1862-1863, édité par Cadart et Luquet.
- A.-P. Martial, Nouveau traité de la gravure à l’eau-forte pour les peintres et les dessinateurs, Paris, Alfred Cadart, 1872 — Lire sur Gallica.